# Ponovno opsjednuta
Ponovno opsjednuta (eng. Repossessed) je američka komedija iz 1990. koja ismijava film Egzorcist.
Uz Leslia Nielsena i Anthonyja Starkea, koji tumače glavne uloge, u filmu se pojavljuje i zvijezda originalnog filma Egzorcist, Linda Blair (u dobi od 31 godine, u Egzorcisti je imala 12 godina). Mnogi skečevi su bili rađeni na temelju događaja iz filma Egzorcist, događaja poput povraćanja zelene tvari i okretanja glave.
Scenarij za film je napisao Bob Logan, koji ga je potom sam i režirao. 
WWF komentatori "Mean Gene" Okerlund i Jesse "The Body" Ventura odigrali su jedne od važnijih uloga pri kraju filma.

## Radnja
Nancy Aglet (Linda Blair) je sada odrasla žena koja ima svoju obitelj. Jednoga dana dok je Nancy gledala tv, zloduh ju je opsjeo. Nakon toga slijede vrlo komične scene povraćanja i okretanja njene glave za 360°, nakon čega ona, tj. njena obitelj odlučuje potražiti pomoć. U konačnici velečasni Jebedaiah Mayii predvodi komične snage dobra u borbi sa zlom. Inače u kratkim crtama, radnja filma se skoro u potpunosti bazira na ismijavanju događaja iz Egzorciste. 

## Glavne uloge
- Linda Blair kao Nancy Aglet
- Ned Beatty kao Ernest Weller
- Leslie Nielsen kao velečasni Jebedaiah Mayii
- Anthony Starke kao velečasni Luke Brophy
- Thom Sharp kao Braydon Aglet
- Lana Schwab kao Fanny Ray Weller
- Benj Thall kao Ned Aglet
- Dove Dellos kao Frieda Aglet

## Zanimljivosti
- U trenutku kada se velečasni Mayii obraća razredu, Linda Blair tumači drugu ulogu u filmu, naime ona tumači osobu koja sjedi u prvom redu klupa i pri tome je drugačije odjevena, ima drugu frizuru i nosi naočale.
- Osvojio je nagradu Zlatna malina za najgoru pjesmu pisanu za filmsko platno.

## Prijevodi na drugim jezicima
- Francuski : L'exorciste en folie
- Španjolski : "¿Y Donde Esta El Exorcista?"

## Vanjske poveznice
- Ponovno opsjednuta u internetskoj bazi filmova IMDb-a